# Manguito (ropa)

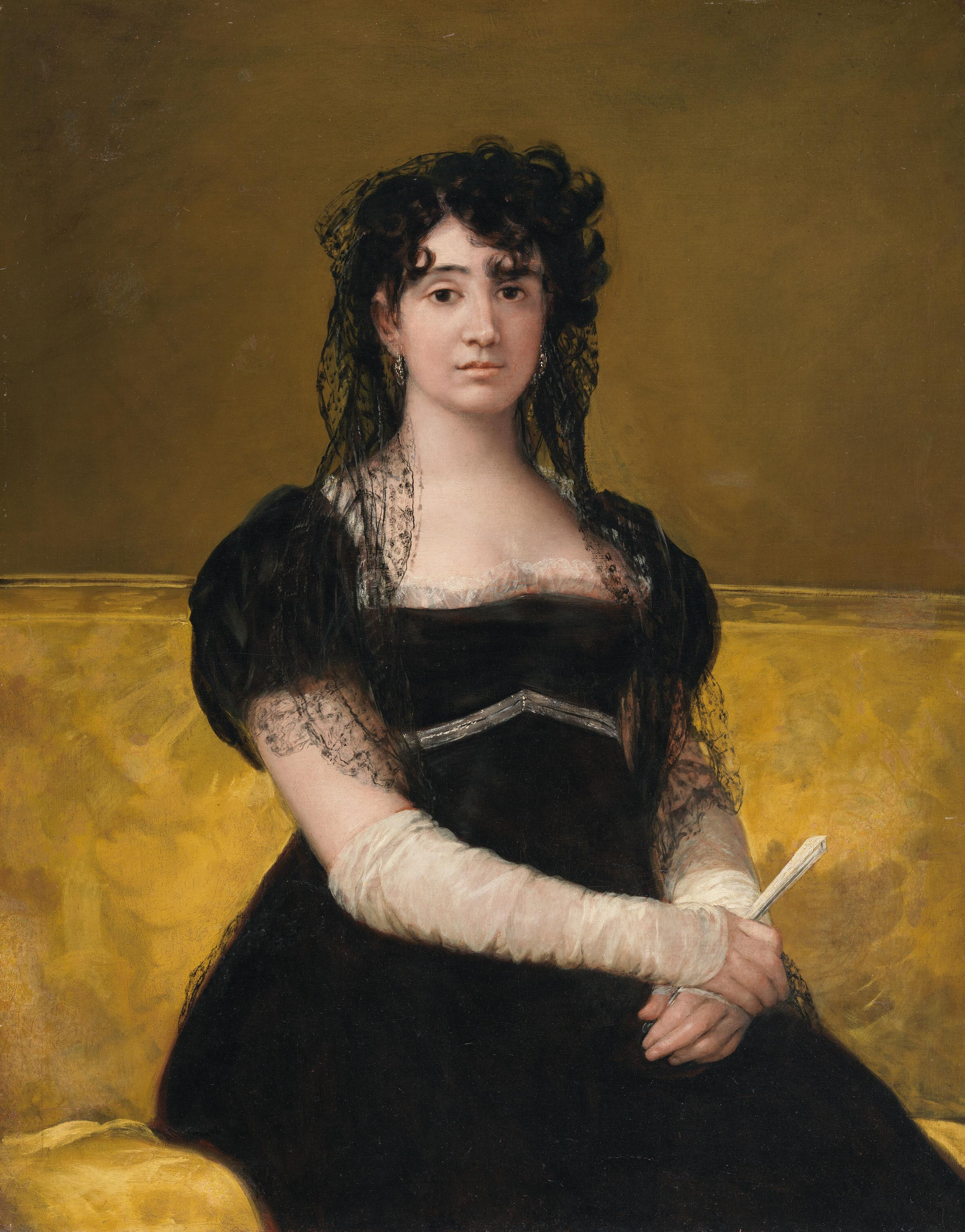
La actriz Antonia Zárate pintada por Goya (hacia 1810). Viste traje estilo Imperio en terciopelo negro con una cinta de hilo de plata rematando el pecho ceñido, con una leve puntilla rematando el escote; mantilla negra de encaje y manguillas y abanico blancos.

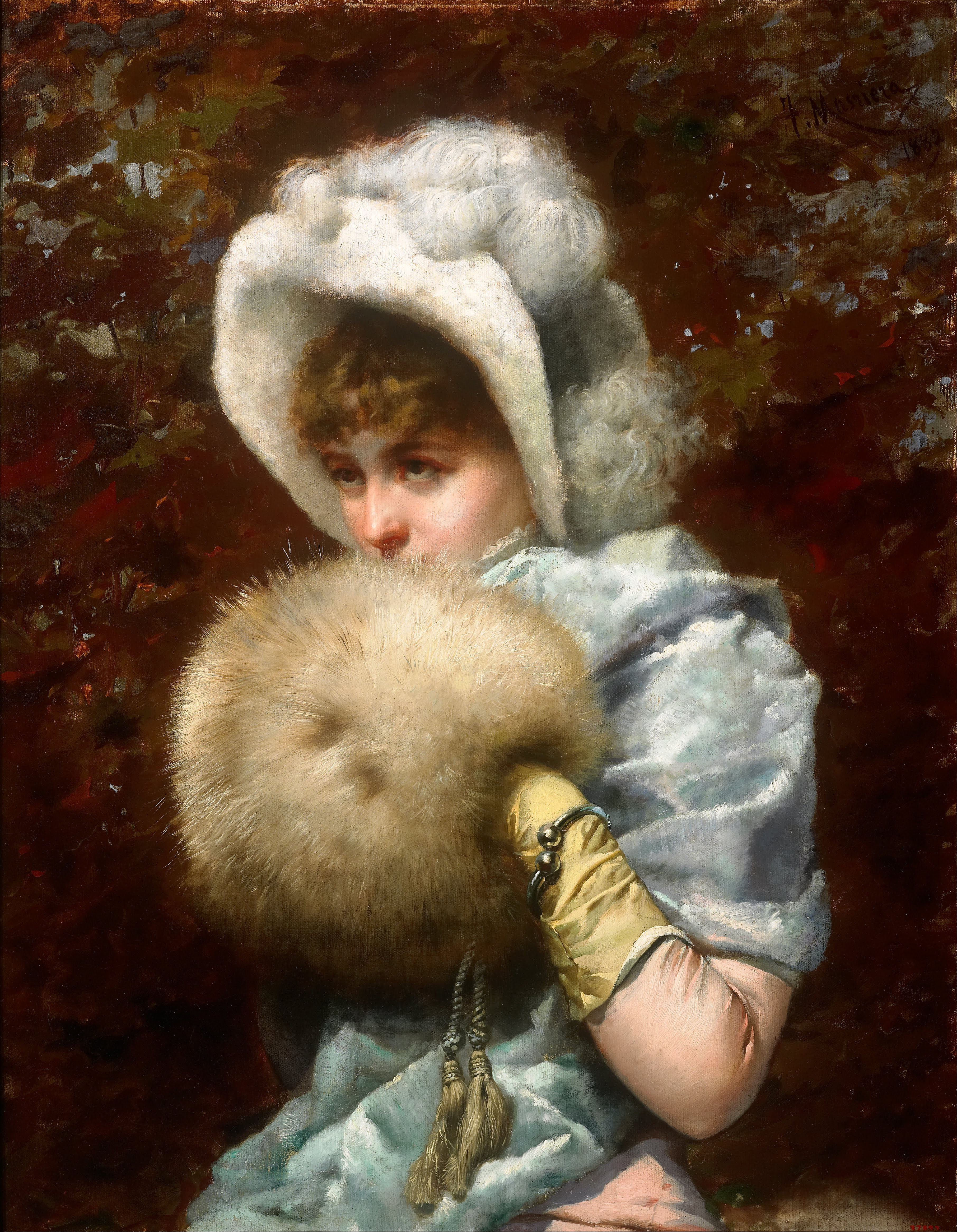
Invierno (1882), Francisco Masriera. Museo Nacional de Arte de Cataluña.

Manguito y manguitos son dos tipos de accesorio indumentario con notables diferencias. El manguito cilíndrico de piel o similar material usado para mantener calientes las manos y asociado a la vestimenta femenina, aunque no es exclusivo de las damas; y los manguitos de tela que cubrían los antebrazos aparecidos a partir del siglo XV, como complemento de la vestimenta femenina sin mangas habitual en esa y posteriores épocas. En tanto que la prenda de piel ha perdido la importancia que tuvo en el siglo XIX y parte del XX, las "manguillas" se han recuperado en el diseño de manguitos en deportes como el ciclismo.

## Historia

### Manguito calientamanos
Con precedentes iconográficas que lo datan en la China de la dinastía Han (206 a. C. hasta el 220 d. C.), el manguito cilíndrico, como remedio para calentar las manos, se identifica en la época romana con las «manicae». Du Cange asocia el término «muffulae» (latín medieval) con la construcción «chirothecae pellitae et hibernae», mencionada en un cartulario del año 817, a propósito de una expedición en la que los monjes usaron pieles de oveja para cubrirse las manos en invierno (aunque el cartulario citado también distingue el guante para el verano del «muffulae» invernal). Esa parece ser la raíz del «moufle» francés, manopla o guante muy grueso.
Con las Cruzadas, el comercio de las pieles evolucionó en Europa occidental. Así, aparecen precedentes del manguito -fabricados con dos rectángulos de piel- en el siglo XV, cuando "las cortesanas célebres y las nobles damas ya los usaban como pequeñas casitas de perros minúsculos". A partir de finales del siglo XVI, la sofisticada prenda de lujo se localiza en la República de Venecia, y pronto se extiende su moda por casi toda la península itálica. No tardó en pasar a Francia, siendo elemento imprescindible en la corte de Enrique III, donde se elaboraban en seda, satén y terciopelo forrados con piel y a juego con el vestido de la dama que lo llevaba. También queda documentado que Isabel I de Inglaterra, al parecer muy friolera, consideró el manguito como pieza favorita. Aunque su uso ha sido asociado de forma tradicional a la mujer, también se registra en el guardarropa masculino, aunque con diferencias en el modo de lucirlo, ocurriendo que en el caso de los hombres lo habitual era llevarlo atado a la cintura.
En el Versalles del siglo XVIII, las damas de la corte Luis XV lucían manguitos de piel de gato, perro, castor e incluso leopardo; y con mayor frecuencia los de piel de armiño entre 1810 y 1814. Toda aquella ostentación llegaría casi a desaparecer tras la Revolución francesa cuya ideología igualitaria estaba obviamente reñida con un objeto de desmedido lujo.
Sin embargo, poco después, en el siglo XIX europeo, el manguito alcanzó su mayor apogeo como símbolo de posición social y complemento clásico del vestuario exterior femenino,
La llegada del siglo XX y la evolución textil a favor el guante y su amplia gama de modelos y materiales, hicieron que el uso del manguito se convirtiese en algo excepcional, aunque mantuvo su vigencia en las pasarelas internacionales. Así ocurría por ejemplo en la presentación de la temporada para el otoño-invierno de 2013/2014, con innovadores diseños parisinos de Phoebe Philo para una sola mano, "como una especie de 'mitón supersized' recogido en el brazo". En esa misma pasarela, Haider Ackermann presentó modelos "mitón XL", y Givenchy manguitos-muñequera que cubrían desde el torso de la mano hasta la parte superior del brazo. Los modelos más clásicos corrieron a cargo de firmas como BCBG Max Azria y Balenciaga. En esa misma temporada, la diseñadora estadounidense Tory Burch presentó en Nueva Yorkle manguitos sujetos al cuello con una correa de cuero.
También en el ocaso del siglo XX, los primitivos 'manguitos-bolso' fueron resucitados por Alicia Silverstone y Stacey Dash en la serie televisiva de los 90 Despistados (en la que sus personajes Cher y Dionne crean una línea de manguitos con bolsillos para llevar el precedente del móvil y el maquillaje, tras verlos en una fotografía de la Revolución rusa. Esa misma idea del manguito bolso, lujoso, snob y a la vez práctico fue recogida ya a comienzos del siglo XXI por marcas como Chanel, Louis Vuitton, Alexandre Herchcovitch y el mencionado BCBG Max Azria.

#### Iconografía

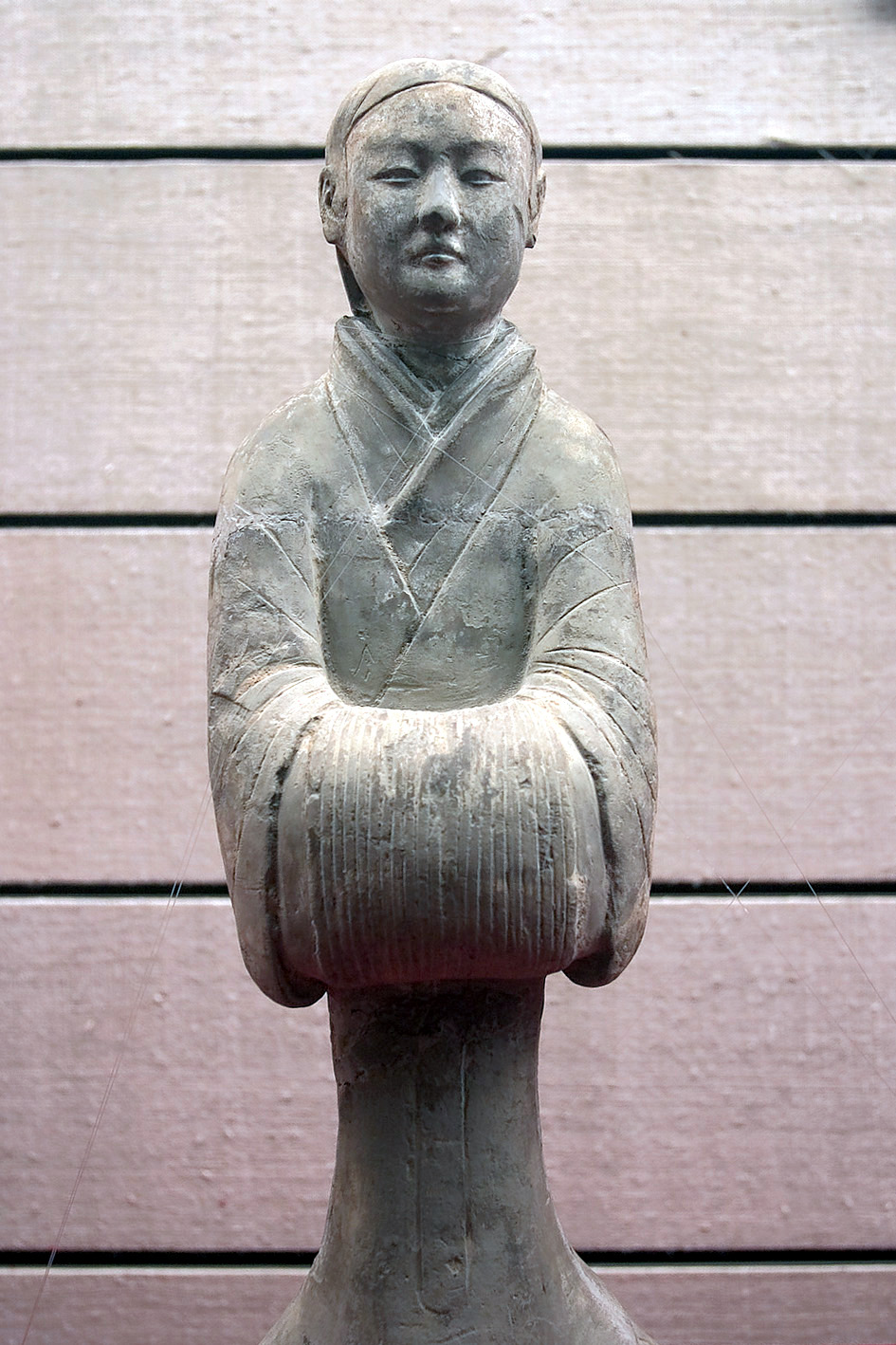
Estatuilla china de cerámica de una dama de la dinastía Han (206 a. C. hasta el 220 d. C.).
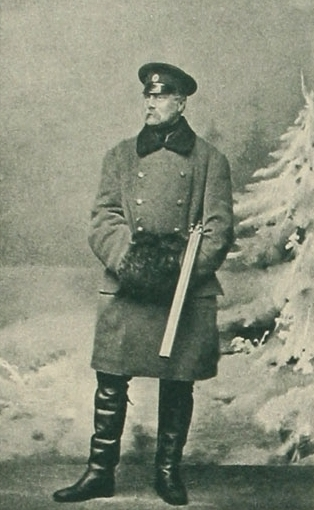
El conde ruso Pavel Fersen, con manguito (hacia 1852).
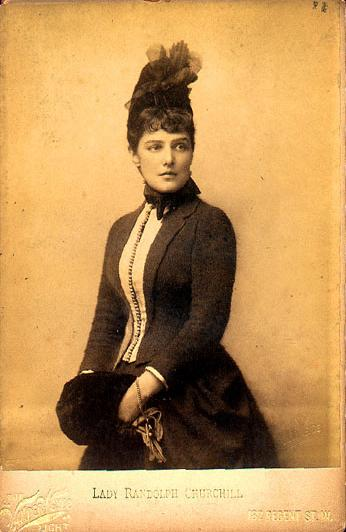
Jennie Jerome Churchill, madre de sir Winston, con manguito (hacia 1884).
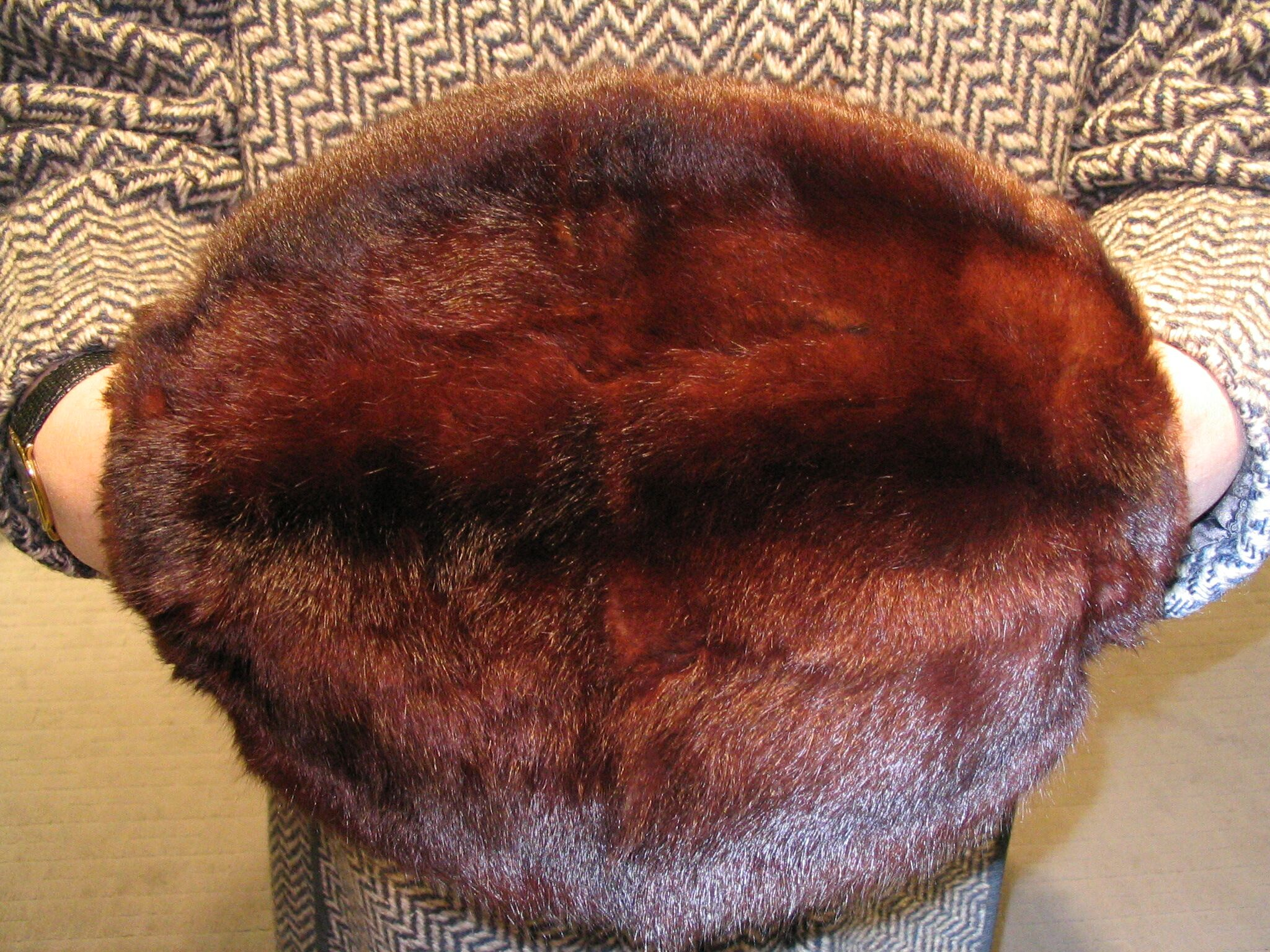
Manguito ruso de piel de ardilla (hacia 1920).

### Manguito de antebrazos
En el contexto del traje cortesano europeo del siglo XV, aparecen en la década de 1480 los manguitos o "manguillas" para cubrir los antebrazos como complemento a la saya y el brial que, al suprimirse los cordones que unían las mangas a los hombros, habían dejado a la vista la camisa interior. Estos manguitos, en virtud del lujo que representasen, se brocaban, bordaban o decoraban siguiendo el mismo dibujo que el resto del traje.
La moda francesa ilustrada, que había desterrado el uso del lujoso y ostentoso manguito de piel para calentar las manos (y guardar todo tipo de objetos más o menos secretos), dio sin embargo especial atención a las "manguillas" que se ceñían al brazo por medio de lazos, como complemento de los trajes de la moda clasicista, recortando a la altura de la muñeca el guante largo (que en el otro extremo subía por encima del codo). También en el ámbito de la indumentaria femenina en España, pero ya mediado el siglo XIX se confeccionaban manguitos amplios para acompañar el sobretodo, fueran estos "manteletas" o chales de cachemira.

#### Iconografía

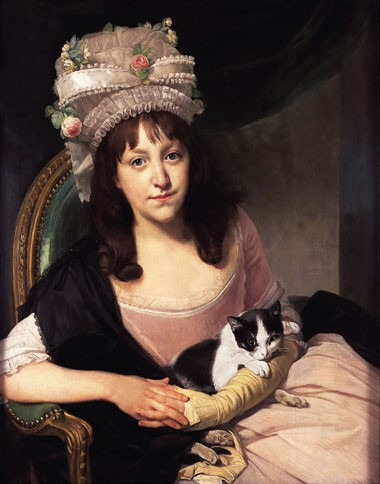
Johann Zoffany, Sophia Dumergue (1780). Manguitos de guante abierto.
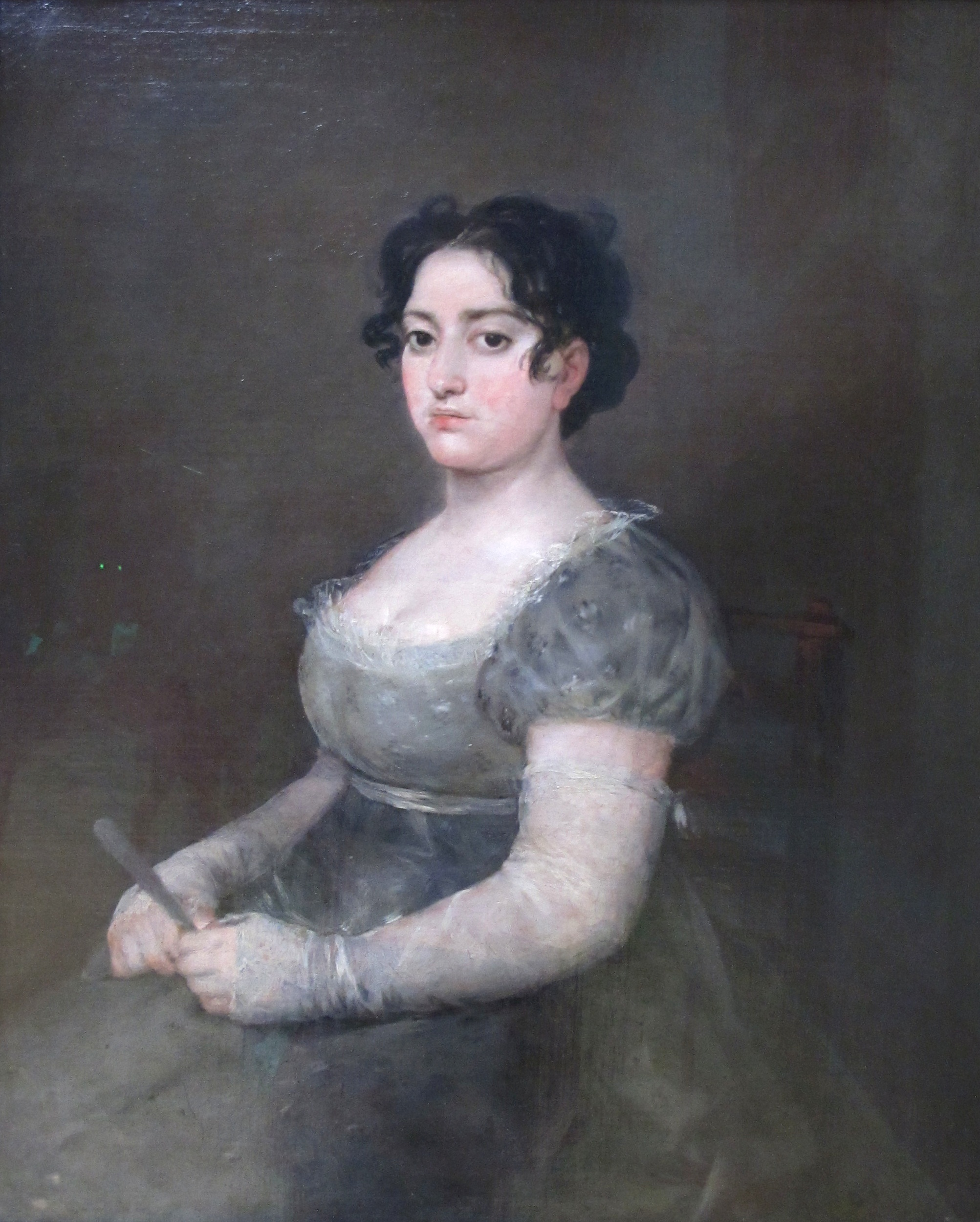
Francisco de Goya. Retrato de Gumersinda Goicoechea de Goya, nuera del pintor (1806). Manguitos de fina gasa.
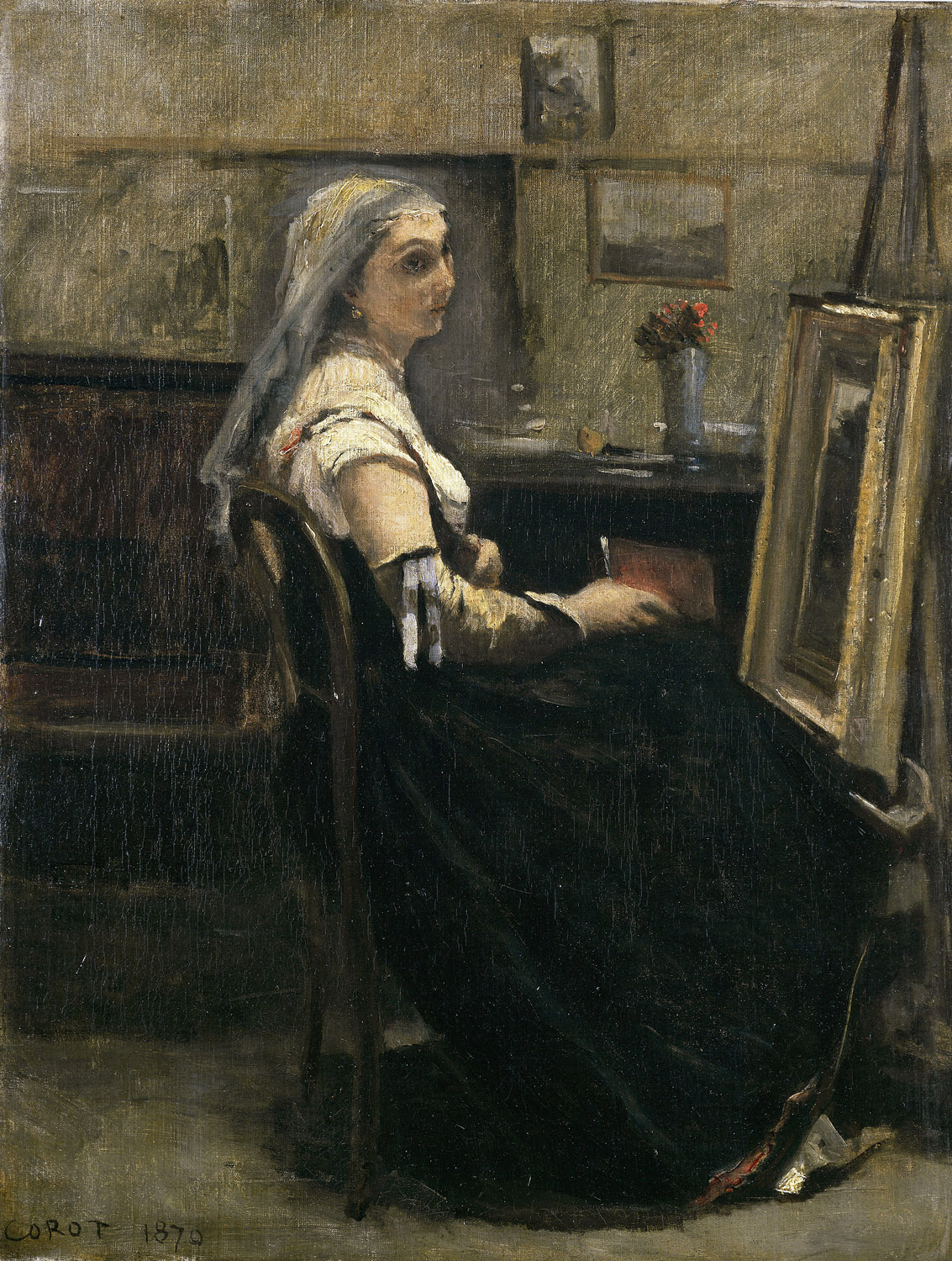
Camille Corot, El estudio del pintor (1870). Manguitos ceñidos con lazos.
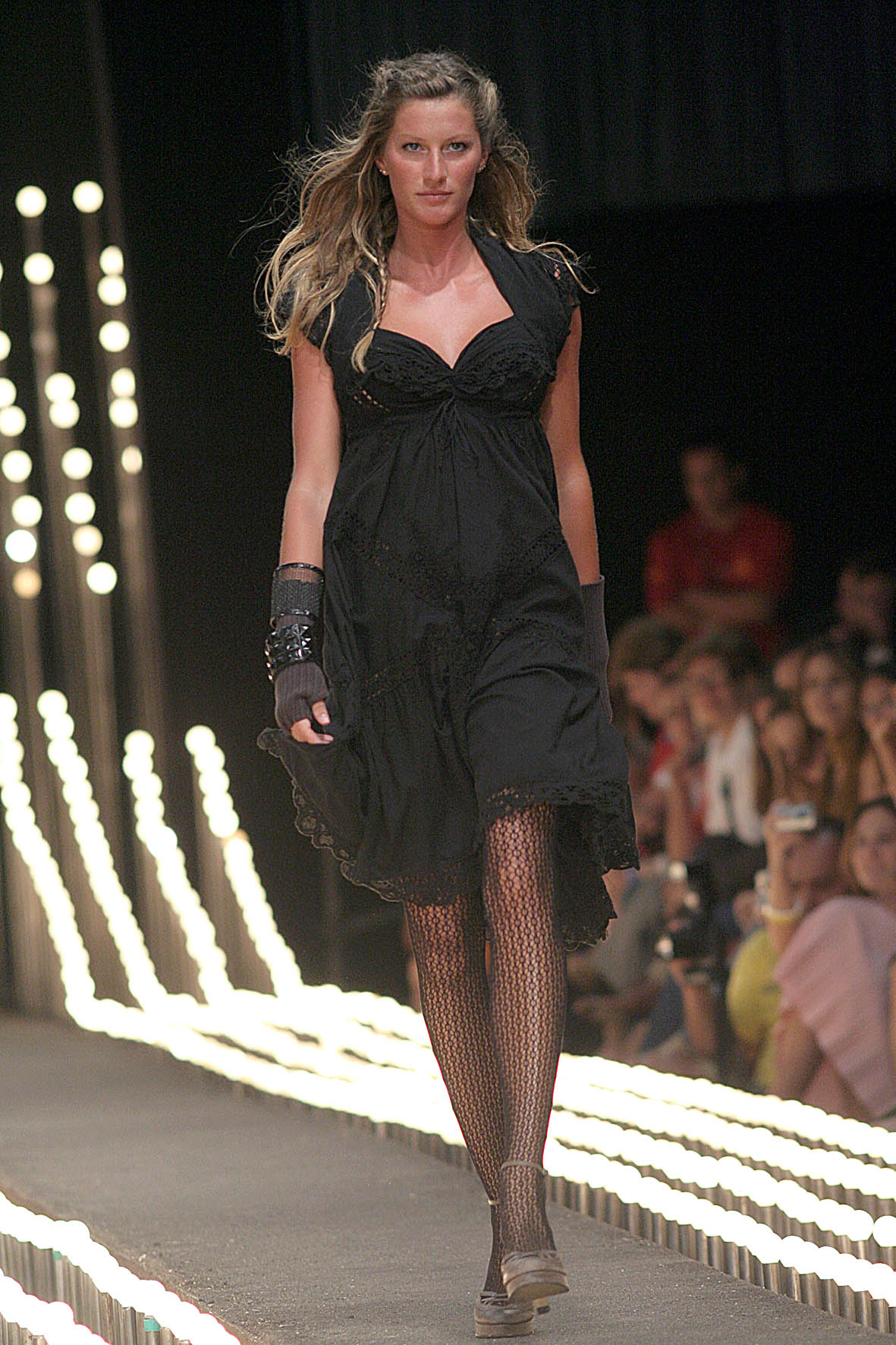
La modelo Gisele Bundchen en la pasarela con manguitos de línea gótica.

#### Manguitos y visera
El desarrollo a lo largo del siglo XIX de la industria de la imprenta y la progresiva burocratización de la gestión administrativa y su organización pusieron en peligro las inmaculadas camisas blancas de tipógrafos y funcionarios. Para remediarlo se impuso el uso de un tipo de manguito de batalla, generalmente negro o gris y lo suficientemente fuerte como para resistir muchos lavados. Estos manguitos de caballero quedaban ajustados a la camisa con elásticos muy ajustados a las muñecas y por encima del codo. Abundante documentación de la época, tanto gráfica como literaria, da una amplia descripción de su uso. Como ejemplo humorístico se pueden mencionar algunos tipos habituales en el humor gráfico de Quino, los episodios creados por Pablo San José García en su obra La oficina siniestra y algunas películas costumbristas del cine español de las décadas de 1950 y 1960, como Atraco a las tres, de José María Forqué con el actor José Luis López Vázquez como paladín de los 'chupatintas' de la banca inmemorial.